# Exportbank Plaza
Exportbank Plaza, voorheen bekend als Urbankbank Plaza, is een wolkenkrabber in Makati, Filipijnen. De kantoortoren, die staat aan 1200 Metro Manila, werd in 1998 opgeleverd. Het gebouw is 155 meter hoog en telt 38 verdiepingen, die elk een bruikbare oppervlakte van ongeveer 1.275 vierkante meter hebben. Het bevat naast een helipad op het dak, ook 12 liften en 7 etages met in totaal 511 parkeerplaatsen. Het kantoorgebouw is door R. Villarosa Architects in postmodernisitsche stijl ontworpen.